# 남부지방산림청
남부지방산림청(南部地方山林廳)은 국유림의 효율적 관리, 국유임산자원의 보호·조성, 선진임업기술에 의한 국유림의 경영개선 및 국유림의 공익증진에 관한 사무를 관장하는 대한민국 산림청의 소속기관이다. 2006년 1월 1일 발족하였으며, 경상북도 안동시 솔밭길 28에 위치하고 있다. 청장은 고위공무원단 나등급에 속하는 일반직공무원으로 보한다.

## 연혁
- 1967년 9월 1일: 서울영림서와 강릉영림서로부터 풍기·영월·장성·춘양관리소를 이관받아 산림청 소속으로 안동영림서를 설치하고 소속기관으로 현동관리소 및 제1·제2·제3관작사업소 및 춘양·남원양묘사업소를 둠.[2]
- 1969년 9월 24일: 소속기관을 영주·영덕·남원관리소로 통합.[3]
- 1972년 7월 21일: 남부영림서로 개편.[4]
- 1987년 12월 30일: 영주관리소 소속으로 영월·상동·풍기·춘양·현동·단양출장소를, 영덕관리소 소속으로 울진·삼근·영양·수비·평해·영해출장소를, 남원관리소 소속으로 남원·함양·산청·하동·무주출장소를 설치.[5]
- 1991년 5월 31일: 안동영림소와 남원영림소로 분리.[6] 안동영림소의 소속기관을 영주·영덕·구미·울진·양산관리소로 개편.[7]
- 1996년 1월 1일: 남부지방산림관리청으로 개편.[8] 영주·영덕·구미·울진·양산관리소를 영주·영덕·구미·울진·양산국유림관리소로 개편하고 소속기관으로 춘양국유림관리소 및 산림토목사업소를 설치.[9]
- 1999년 5월 24일: 산림토목사업소 폐지.[10]
- 2006년 1월 1일: 남부지방산림청으로 개편.[11]
- 2010년 2월 5일: 안동시 운흥동에서 옥동으로 청사 신축이전.[12]

## 관할구역
- 부산광역시
- 대구광역시
- 울산광역시
- 경상북도
- 경상남도 창원시·김해시·밀양시·양산시·함안군·창녕군

## 조직

### 청장
- 산림재해안전과[13]
- 산림경영과[13]
- 기획운영팀[13][14]

### 소속기관
- 국유림관리소[15]

| 명칭             | 위치                                   | 관할구역                                                                            |
| ---------------- | -------------------------------------- | ----------------------------------------------------------------------------------- |
| 영주국유림관리소 | 경상북도 영주시 반지미로 178           | 경상북도 안동시·영주시·문경시·의성군·예천군·봉화군                                  |
| 영덕국유림관리소 | 경상북도 영덕군 영해면 벌영3길 27      | 경상북도 포항시·경주시·영천시·청송군·영양군·영덕군                                  |
| 구미국유림관리소 | 경상북도 구미시 금오대로 307-2         | 대구광역시, 경상북도 김천시·구미시·상주시·경산시·군위군·청도군·고령군·성주군·칠곡군 |
| 울진국유림관리소 | 경상북도 울진군 울진읍 대흥신림로 1397 | 경상북도 울진군·울릉군                                                              |
| 양산국유림관리소 | 경상남도 양산시 동면 금오로 250        | 부산광역시, 울산광역시, 경상남도 창원시·김해시·밀양시·양산시·함안군·창녕군          |